# Estrito cumprimento de dever legal
Em Direito Penal, estrito cumprimento de dever legal é a prática de um fato típico sem antijuridicidade, por um agente público, exatamente para assegurar o cumprimento da lei.

## Conceito
O agente está obrigado e dever a cumprir o mandamento legal.

## Estrito cumprimento de dever legal
| “ | Os agentes públicos, no desempenho de suas atividades, não raras vezes, devem agir interferindo na esfera privada dos cidadãos, exatamente para assegurar o cumprimento da lei. Essa intervenção redunda em agressão a bens jurídicos como a liberdade, a integridade física ou a própria vida. Dentro de limites aceitáveis, tal intervenção é justificada pelo estrito cumprimento de um dever legal. | ” |

### Entende-se em estrito cumprimento de dever legal
Trata-se da ação praticada em cumprimento de um dever imposto por lei, penal ou extrapenal, mesmo que cause lesão a bem jurídico de terceiro. Pode-se vislumbrar, em diversos pontos do ordenamento pátrio, a existência de deveres atribuídos a certos agentes que, em tese, podem configurar fatos típicos.
Exemplos:
- Quem cumpre regularmente um dever não pode, ao mesmo tempo, praticar ilícito penal, uma vez que a lei não contém contradições.
- Policial que priva o fugitivo de sua liberdade ao prende lo por ordem judicial.
- Policial que cumpre uma ordem judicial ou realiza uma prisão em flagrante.
- Fuzilamento do condenado pelo executor ser houver a pena de morte.
- Quem cumpre estritamente um dever legal atua, a rigor, de acordo com suas obrigações previstas em norma jurídica (lei, decreto, regulamento). Trata-se de um funcionário ou agente público, ou ainda de um particular no exercício de função pública, como no caso dos jurados ou dos mesários convocados pela Justiça Eleitoral.
- Soldado que mata o inimigo no campo de batalha.

## Estrito cumprimento de dever legal ou no exercício regular de direito
O estrito cumprimento do dever legal ou no exercício regular de direito são circunstâncias que justificam a conduta praticada, tornando-a compatível com o ordenamento e, consequentemente, impedindo o reconhecimento da prática delituosa, além do exercício regular de um direito, dentro dos limites estabelecidos no ordenamento, também afasta a ilicitude da conduta.
O Código Penal Brasileiro estabelece: Não há crime quando o agente pratica o fato no "estrito cumprimento de dever legal ou no exercícico regular de direiro" (art. 23, inc. III, primeira parte)

## Diferença entre o estrito cumprimento do dever legal e o exercício regular de direito
O estrito cumprimento do dever legal e quando o agente está obrigado e dever a cumprir o mandamento legal, e o exercício regular de direito e o desempenho de uma atividade ou a prática de uma conduta autorizada por lei, classificada por lei como crime, com autorização prevista em lei.

## Excesso punível
Quando constatado o uso excesso doloso, o agente responderá pelo mesmo.
Exemplo: em uma ação policial, o agente efetua disparos desnecessários (comprovados por perícia), levando a óbito um indivíduo que estava fora de controle, sob efeito de entorpecentes.
Parágrafo único - O agente, em qualquer das hipóteses deste artigo, responderá pelo excesso doloso ou culposo.